# Synodaldekret
Synodaldekrete, auch Priesterdekrete genannt, sind mehrsprachige Stelen, auf denen in ptolemäischer Zeit die Beschlüsse der Priestersynoden, die die Ptolemäerkönige regelmäßig einberiefen, veröffentlicht wurden. Sie dokumentieren neben den Wohltaten des jeweiligen Königs Neuregelungen des Kultes und Privilegien der Priesterschaften. Die Dekrete wurden zumeist in drei Schriften, nämlich hieroglyphisch, demotisch und altgriechisch, verfasst und in mehreren Tempeln in Ägypten aufgestellt. Die bisher bekannten Synodaldekrete sind in chronologischer Reihenfolge:
- Alexandria-Dekret (243 v. Chr.)
- Kanopus-Dekret (238 v. Chr.)
- Raphia-Dekret (217 v. Chr.)
- Memphis-Dekret (196 v. Chr.)
- Zweites Philae-Dekret (186 v. Chr.)
- Erstes Philae-Dekret (185 v. Chr.)